# Karl Heinz Neukamm

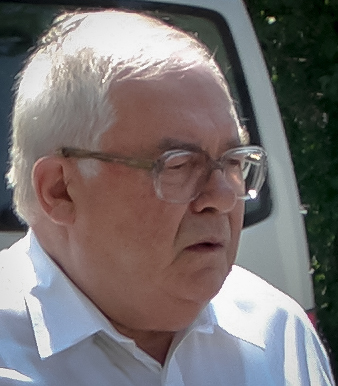
Karl Heinz Neukamm (2005)

Karl Heinz Neukamm (* 19. April 1929 in Pegnitz; † 7. August 2018 in Nürnberg) war ein deutscher Pfarrer der Evangelisch-Lutherischen Kirche in Bayern. Von 1967 bis 1984 war er Rektor der Rummelsberger Diakonie und von 1984 bis 1994 Präsident des Diakonischen Werks der Evangelischen Kirche in Deutschland (EKD). Neukamm galt als einer der bekanntesten evangelischen Sozialpolitiker der Gegenwart. Er setzte sich unter anderem für die Einführung der Pflegeversicherung ein, die im Jahr 1993 Wirklichkeit wurde.

## Leben und Beruf

### Jugend und erste Berufsjahre
Neukamm kam als Sohn von Georg Neukamm (1900–1974) und seiner Frau Frieda (geb. Fleischmann, 1903–1970) zur Welt. Nach der Schulzeit und dem Abitur in Bayreuth studierte er von 1947 bis 1951 Theologie in Erlangen und Göttingen. In Erlangen gehörte er der Burschenschaft der Bubenreuther an, der er als Sprecher im Wintersemester 1950/51 vorstand.
Während seines Vikariats in Traunstein (1951–56) lernte er Irmgard Kelber (1936–1993) kennen, die er 1956 heiratete. Aus der Ehe gingen vier Söhne und drei Töchter hervor. 1956 trat er seine erste Pfarrstelle im mittelfränkischen Beerbach an.

### Rektor der Rummelsberger Diakonie
Von 1967 (gewählt 1966) bis 1984 war Neukamm Rektor der Rummelsberger Diakonie und Vorstandsvorsitzender der Rummelsberger Anstalten. In dieser Zeit entstanden unter anderem das Rummelsberger Krankenhaus, das Berufsbildungswerk, das Jugendhilfezentrum und die Gemeindeakademie bzw. das Tagungszentrum sowie das große Zentrum für Menschen mit Behinderung am Auhof. Insgesamt tätigte die Rummelsberger Diakonie unter der Leitung Neukamms Investitionen von umgerechnet rund 150 Millionen Euro. Neukamm setzte sich auch für den Aufbau der Partnereinrichtungen in Tansania, das Rehabilitationszentrum Usa River am Fuße des Mount Meru und die Brüderschaft Faraja in der Region Kilimandscharo ein.
Im Dezember 1970 gehörte er zu der Delegation, die den damaligen Bundeskanzler Willy Brandt nach Polen begleitete. Über den berühmten Kniefall Brandts berichtete er: „Wir haben den Kniefall selbst nicht gesehen, wir waren zu weit hinten – aber wir haben schnell gemerkt, dass etwas Außerordentliches geschieht“. Die Reise wurde nach Aussage Neukamms zu einem seiner prägendsten Erlebnisse.
Von 1973 bis 1988 war der verurteilte Kriegsverbrecher Martin Sommer in einer Pflegeeinrichtung der Rummelsberger Anstalten, dem Stephanusheim, untergebracht. Dies führte zu massiver öffentlicher Kritik. Gegenüber Neukamm gab es Anfeindungen bis hin zu Gewaltandrohungen.
Neukamm gehörte der Generalsynode der EKD an und war in der bayerischen Landessynode und der Synode der EKD. 1975 übernahm er die ehrenamtliche Präsidentschaft des Diakonischen Werks Bayern. Bei der Wahl des bayerischen Landesbischofs im April 1975 kandidierte Neukamm, unterlag aber Johannes Hanselmann.

### Präsident des Diakonischen Werks der EKD
1984 wurde Neukamm als Präsident des Diakonischen Werkes der EKD nach Stuttgart berufen, dem er bis 1994 vorstand. Als Diakonie-Präsident engagierte er sich für kirchliche Hilfsmaßnahmen in der DDR und für humanitäre Maßnahmen. Er knüpfte enge Kontakte zwischen West und Ost und führte nach der Wende die Diakonischen Werke Ost- und Westdeutschlands zusammen. Dem ehemaligen DDR-Devisenbeschaffer Alexander Schalck-Golodkowski verschaffte er eine Zuflucht in Bayern. Neukamm setzte sich stark für die Pflegeversicherung ein, die 1993 eingeführt wurde.
Im Jahr 1993 verstarb Neukamms Ehefrau Irmgard in Stuttgart.

### Engagement im Alter
Neukamms Lebensmotto „Ein Christ ist immer im Dienst“ bewahrte seine Gültigkeit über die Berufszeit hinaus. Nach seinem aktiven Dienst war er bis 2000 Beauftragter des Rates der EKD für Spätaussiedler und Heimatvertriebene. Dem Altherrenverein der Burschenschaft der Bubenreuther Erlangen stand er von 1995 bis 2009 als Vorsitzender vor. Am Leben der Rummelsberger Diakonie nahm er regen Anteil, ohne sich je einzumischen, wie die Diakonie in ihrem Nachruf betont. Durch den Brüderschaftsrat der Rummelsberger Diakonie wurde Neukamm 2013 zum Rummelsberger Bruder berufen, eine Auszeichnung, die ihm bis zuletzt wichtig war.
Im Ruhestand lebte Neukamm in Nürnberg, zuletzt in einer Wohnung beim Stift St. Lorenz, wo er am 7. August 2018 im Alter von 89 Jahren starb. Er wurde am 14. August 2018 auf dem Rummelsberger Friedhof beigesetzt.

## Auszeichnungen
- 1977 Bayerischer Verdienstorden
- 1979 Staatsmedaille des Freistaats Bayern für soziale Dienste
- 1991 Verdienstmedaille des Landes Baden-Württemberg
- 1991 Ehrendoktorwürde der Ev.-Luth. Theologischen Akademie Budapest
- 1993 Verdienstorden der Republik Ungarn
- 1994 Großes Bundesverdienstkreuz[3]

## Veröffentlichungen
- Mission und Diakonie – zwei Seiten einer Münze. Erwartungen der Diakonie an der Evangelischen Mission (Reihe: Idea-Dokumentation 87/4), Idea, Wetzlar 1987.
- Kirchliche Diakonie im sozialen Staat, Echterdingen 1994.
- Bericht zur Lage der Spätaussiedler 1999, Aussiedlerseelsorge in der EKD, Hannover 1999.

Als Herausgeber
- Kleines Praktikum für Mitarbeiter in der evangelischen Jugendarbeit, Evangelisches Jugendwerk in Bayern, Nürnberg 1965.
- Wer mir dienen will. 18 Lebensbilder von Männern und Frauen im Dienst der Liebe, Brendow-Verlag, Moers 1985, ISBN 978-3-87067-255-3.